# Podzol

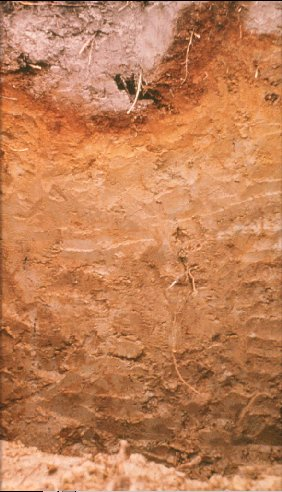
Perfil d'un podzol

En edafologia, podzol (o podsol) és un tipus de sòl àcid típic dels boscos de coníferes (taigà) que generalment es fan en llocs plujosos freds on hi ha una gran lixiviació, però que també es forma en altres ambients més càlids i amb vegetació diversa com els boscos d'eucaliptus i brugueres del sud d'Austràlia o en terrenys sorrencs d'humitat oscil·lant de Florida.
Podzol és un tipus de sòl que pertany a la classificació Base de Referència Mundial pels Recursos del Sòl. En la classificació dels Estats Units (USA soil taxonomy) els Podzols corresponen als Spodosols.
El nom prové de les parules russes que signifiquen "cendra a sota" (под/pod=sota, зола/zola=cen dra) i segurament es refereix a la forma de cultivar les terres verges d'origen forestal per part dels pagesos russos que llauraven per tal de portar l'aparent capa de cendra inferior (horitzó E) cap amunt pensant que així fertilitzaven el terreny.
La majoria dels sòls podzòlics són pobres en nutrients per l'agricultura a més de ser molt sorrencs i excessivament drenats. Alguns d'ells es converteixen en fèrtils si se'ls afegeix calç i altres fertilitzants.

## Estructura d'un sòl del tipus podzol
Generalment en els podzols es distingeixen els horitzons edafològics següents (des de la part superior a l'inferior del perfil):
LFH - Ah - Ahe - E - Bh - Bs – Bv o BC - C
- Horitzons orgànics : L (la virosta), F (horitzó fibrós), H (horitzó humic)
- L'horitzó A, situat sota els horitzons orgànics
  - Ah (menys del de 30% de carboni orgànic)
  - Ahe (menys del 17%, de tint gris, estructura laminar)
  - AE/E (horitzó eluvial, color clar, essencialment mineral)
- L'horitzó B, horitzó mineral
  - Bh (més d'un 1% de carboni orgànic, menys del 0,3% de ferro)
  - Bs (conté sals solubles)
  - Bv (horitzó de matèria mineral bruna) o BC (horitzó cimentat a la roca mare)
- C (horitzón mineral poc tocat per la pedogènesi, llevat en el cas de gleyficació

En l'horitzó A (el més superficial) s'hi acumula molta matèria orgànica que té dificultats en mineralitzar-se, a la part inferior d'aquest horitzó s'hi acumula el quars barrejat amb humus i té el color de la cendra.
L'horitzó B (sota de l'horitzó A) té un característic color roig, ja que s'hi dipositen òxids de ferro i d'alumini provinents de l'horitzó superior per lixiviació. L'argila és atacada i es degrada. Aquest horitzó pot quedar cimentat.